# Березнегувате (село)
Березнегува́те — село в Україні, у Компаніївській селищній громаді Кропивницького району (до 17 липня 2020 року — у складі ліквідованого Компаніївського району) Кіровоградської області. Населення становить 16 осіб. До 2020 орган місцевого самоврядування — Червонослобідська сільська рада.
Згідно з переписом УРСР 1989 року чисельність наявного населення села становила 28 осіб, з яких 11 чоловіків та 17 жінок.
За переписом населення України 2001 року в селі мешкало 16 осіб. 100 % населення вказало своєю рідною мовою українську мову.